# Bahnstrecke Visby–Visborgsslätt–Bjärs
| Streckenlänge: | 7 km                        |                       |                       |
| Spurweite: | 891 mm (schwed. 3-Fuß-Spur) |                       |                       |
| Maximale Neigung: | 10 ‰                        |                       |                       |
| Minimaler Radius: | 300 m                       |                       |                       |
| Streckengeschwindigkeit: | 30 km/h                     |                       |                       |
| |                             |                       |                       |
| \| \| \| Strecke von Lärbro \| \| \| \| \| Visby Hamn \| \| \| \| \| Hafenanschlüsse \| \| \| \| 0,0 \| Visby \| Visby \| \| \| \| Strecke nach Burgsvik \| \| \| \| 2,0 \| Förvaltarebostaden \| Förvaltarebostaden \| \| \| 2,5 \| Visborgsslätt \| Visborgsslätt \| \| \| 4,0 \| Kneippbyn \| Kneippbyn \| \| \| 7,0 \| Hallvards \| Hallvards \| |                             |                       |                       |
| Strecke (außer Betrieb) |                             | Strecke von Lärbro    | Strecke von Lärbro    |
| Kopfbahnhof Streckenanfang (Strecke außer Betrieb) · Strecke (außer Betrieb) |                             | Visby Hamn            | Visby Hamn            |
| Abzweig geradeaus, von links und von rechts (Strecke außer Betrieb) · Abzweig geradeaus und nach rechts (Strecke außer Betrieb) |                             | Hafenanschlüsse       | Hafenanschlüsse       |
| Bahnhof (Strecke außer Betrieb) · Bahnhof (Strecke außer Betrieb) | 0,0                         | Visby                 | Visby                 |
| Abzweig geradeaus und nach links (Strecke außer Betrieb) · Strecke nach links und von rechts (außer Betrieb) |                             | Strecke nach Burgsvik | Strecke nach Burgsvik |
| Haltepunkt / Haltestelle (Strecke außer Betrieb) | 2,0                         | Förvaltarebostaden    | Förvaltarebostaden    |
| Abzweig geradeaus und nach links (Strecke außer Betrieb) · Kopfbahnhof Streckenende und quer (Strecke außer Betrieb) | 2,5                         | Visborgsslätt         | Visborgsslätt         |
| Bahnhof (Strecke außer Betrieb) | 4,0                         | Kneippbyn             | Kneippbyn             |
| Kopfbahnhof Streckenende (Strecke außer Betrieb) | 7,0                         | Hallvards             | Hallvards             |

## Visby–Visborgsslätt
Die Bahnstrecke Visby–Visborgsslätt über den Abzweigpunkt Förvaltarebostaden war eine schmalspurige Eisenbahnstrecke auf der schwedischen Insel Gotland. Sie hatte eine Spurweite von 891 Millimeter und wurde von der Trafik AB Visby–Visborgsslätt betrieben.
Der Erbauer der zwei Kilometer langen Schmalspurbahn zwischen Visby und den Militäranlagen in Visborgsslätt war die schwedische Armee. Da es vordringlich um den Güterverkehr zu den Militäranlagen ging, um eine neue Kaserne zu bauen, wurde die Strecke in der Spitzkehre der Bahnstrecke Lärbro–Burgsvik zwischen Visby und dem Hafenbahnhof und nicht direkt am Bahnhof Visby angeschlossen. Die inoffizielle Betriebsaufnahme für den Güterverkehr erfolgte am 28. November 1903. Dieser Güterverkehr wurde von der Gotlands Järnvägsaktiebolag durchgeführt. Einige Offiziere schlossen sich zusammen und nahmen den Personenverkehr mit einem Dampftriebwagen auf, für dessen Betrieb dann die Trafik AB Visby–Visborgsslätt ab dem 27. Juni 1904 zuständig war.
Ab dem 16. März 1912 wurde die Strecke von der Trafik AB Västerhejde–Visby gepachtet, die die Strecke dann unter dem Namen Visby–Visborgsslätt–Bjärs Järnväg betrieb.

## Visborgsslätt–Bjärs
Die Bahnstrecke Visborgsslätt–Bjärs war eine Verlängerung der schmalspurigen Eisenbahnstrecke zwischen Visborgsslätt und Bjärs. Sie zweigte bei Förvaltarebostaden von der bisherige Strecke ab, hatte eine Spurweite von 891 Millimeter und wurde von der Trafik AB Västerhejde–Visby betrieben.
Nach der Erteilung der Konzession am 15. September 1911 wurden die ersten beiden Kilometer bis zur Station Kneippbyn an der neu angelegten Kuranstalt am 23. Juni 1912 für den öffentlichen Verkehr eröffnet, am 29. August wurden die restlichen drei Kilometer zwischen Kneippbyn und Bjärs für die öffentliche Nutzung freigegeben. Noch vor der Eröffnung wurde am 16. März 1912 ein Vertrag geschlossen, nach dem die Gesellschaft die Strecke zwischen Visby und Visborgsslätt pachtete. Durch den Vertrag wurde festgelegt, dass die Betriebsführung auf der gesamten Strecke zwischen Visby und Halvard durch die Trafik AB Västerhejde–Visby durchgeführt wird. Nach den Festlegungen in der Konzession wurde der Endbahnhof von Bjärs in Hallvards umbenannt.
Auf der Strecke wurden Dampftriebwagen sowie Dampflokomotiven mit Reisezugwagen eingesetzt.

## Einstellung und Abbau
Am 1. März 1940 wurde der gesamte Verkehr auf dem Abschnitt zwischen Kneippbyn und Hallvards eingestellt. Wegen starker Schneefälle war bereits am 1. Januar 1940 der letzte Zug auf der Strecke gefahren. Auf der Strecke Visby–Kneippbyn ließ der Fahrgastverkehr weiter nach, während der Güterverkehr noch einige Jahre zufriedenstellend verlief.
Am 30. Januar 1941 wurde die Verstaatlichung des Abschnittes Förvaltarebostaden–Kneippbyn durch die Armeeverwaltung beschlossen, die Reststrecke nach Visby war seit Anbeginn in staatlichen Händen. Am 1. Oktober 1946 wurde der Güterverkehr auf der gesamten Reststrecke Visby–Kneippbyn eingestellt. Die Bahnanlagen zwischen Kneippbyn und Hallvards wurden 1940 sofort nach der Stilllegung abgebaut, zwischen Visby und Kneippbyn sowie dem Abzweig Förvaltarebostaden–Visborgsslätt erfolgte der Abbau 1948.